# Lokossa
Lokossa é um arrondissement, comuna, e a cidade capital do Departamento de Mono no Benim. O nome Lokossa traduz em Inglês como "underneath the iroko tree" e em português como "debaixo da árvore iroko".
A comuna cobre uma área de 260 quilômetro quadrados (100 sq mi) e a partir de 2002 tem uma população de 77.065 pessoas.